# Odontadenia geminata
Odontadenia geminata är en oleanderväxtart som först beskrevs av Franz Georg Hoffmann, Johann Jakob Roemer och Schult., och fick sitt nu gällande namn av Müll. Arg.. Odontadenia geminata ingår i släktet Odontadenia och familjen oleanderväxter. Inga underarter finns listade i Catalogue of Life.